# Ne no Kuni
Ne no Kuni (根の国　em japonês) é um local na mitologia japonesa. A entrada para o Ne no Kuni é a mesma ladeira que leva ao Yomi no Kuni. Geralmente, pode-se afirmar que os dois locais são na verdade um único local. Porém, o Ne no Kuni não tem a atmosfera sinistra do Yomi no Kuni.